# 張梁
張 梁（ちょう りょう、? - 184年）は、中国後漢末期の人物。黄巾党の指導者の一人。兄は張角・張宝。人公将軍と自称した。
兄の張角・張宝と共に黄巾の乱を起こし、反乱軍を指揮して朝廷の討伐軍を苦しめた。張角の病死後も軍を引き継いで討伐軍と戦ったが、張角が病死したことで勢いづいた討伐軍を抑えきれず、光和7年（184年）10月、広宗にて皇甫嵩に敗れ戦死した。